# Zagaje (województwo warmińsko-mazurskie)
Zagaje – wieś w Polsce położona w województwie warmińsko-mazurskim, w powiecie braniewskim, w gminie Lelkowo.
W latach 1975–1998 miejscowość należała administracyjnie do województwa elbląskiego.